# Kerugoya
Kerugoya è una città del Kenya, capoluogo della contea di Kirinyaga.